# Pietrunowo
Pietrunowo – dawny folwark. Tereny na których leżał znajdują się obecnie na Białorusi, w obwodzie witebskim, w rejonie postawskim, w sielsowiecie Kozłowszczyzna.
Dawniej używana nazwa – Piotrowo, Pietronowo.

## Historia
W czasach zaborów w granicach Imperium Rosyjskiego.
W dwudziestoleciu międzywojennym folwark leżał w Polsce, w województwie wileńskim, w powiecie duniłowickim (od 1926 postawskim), w gminie Łuck (od 1927 gmina Kozłowszczyzna).
Według Powszechnego Spisu Ludności z 1921 roku zamieszkiwało tu 6 osób, wszystkie były wyznania rzymskokatolickiego i zadeklarowały polską przynależność narodową. Był tu 1 budynek mieszkalny. Wykaz miejscowości wyszczególnia folwark i kolonię Pietrunowo. W 1931 folwark w 1 domu zamieszkiwało 9 osób, a kolonia miała 14 mieszkańców w 2 domach.
W 1938 roku miejscowość należała do gromady Józefowo gminy Kozłowszczyzna.